# Constitution espagnole de 1837
 (septembre 2008).
Si vous disposez d'ouvrages ou d'articles de référence ou si vous connaissez des sites web de qualité traitant du thème abordé ici, merci de compléter l'article en donnant les références utiles à sa vérifiabilité et en les liant à la section « Notes et références ».
Constitution de 1812 Constitution de 1845
La constitution de 1837 est celle qui donna naissance à la monarchie constitutionnelle espagnole.

## Présentation
À la suite d'affrontements permanents, l'Espagne connut en 1837 une crise du statut royal ; en conséquence, la reine-régente Marie-Christine dut restaurer la Constitution de 1812. Cette mesure entraîna la formation d'un gouvernement anti-royaliste, et des Cortes constituantes furent élues pour mener à bien une réforme constitutionnelle adéquate.
La Constitution de 1837 se fondait essentiellement sur les principes reconnus par la Constitution de 1812, et avant tout sur celui de la souveraineté nationale.
Cette réforme constitutionnelle introduisit la monarchie constitutionnelle en Espagne, et divisa les Cortes en deux chambres ; elle incluait, fait sans précédent dans le pays, une déclaration des droits ; le Titre premier de la Constitution, nommé "Des Espagnols", était une reconnaissance des droits individuels reposant sur la sécurité et la propriété.
Ce texte resta en vigueur huit ans, jusqu'à ce que lui soit substitué la Constitution de 1845, de tendance modérée et conservatrice, sous l'impulsion du général Narváez.